# Steel Prophet
Gli Steel Prophet sono un gruppo musicale power metal statunitense formatosi nel Connecticut e trasferitosi a Los Angeles.

## Storia

### Gli inizi (1983-1989)
La band venne formata nel 1983 a Middletown su iniziativa di Steve Kachinsky, il chitarrista, e Gary Stocking, il cantante e poco dopo si aggiunse, alla batteria, Harry Blackwell. Dopo alcune sessioni di registrazione in studio, Blackwell venne sostituito da John Tarascio e con l'ingresso del cantante Dave Brooks, al posto di Stocking, e del bassista Wayne Faircloth incisero il demo Steel Prophet e successivamente il brano In The Dream, inserito nella compilation  Iron Tyrants del 1987. Nel 1988 si trasferirono in California unendosi al bassista Vince Dennis e, dopo ulteriori cambi nella formazione, realizzarono il demo Visions of Force. In seguito si ebbe l'inserimento del secondo chitarrista Jon Paget e l'arrivo del nuovo cantante Rick Mythiasin. Con questa nuova formazione nel 1989 registrarono un altro demo intitolato Inner Ascendance, che destò un certo clamore tra gli appassionati di heavy metal in Europa.

### I primi sei album (1990-2002)
Nei primi anni novanta il gruppo sottoscrisse un contratto proposto dalla Foundations 2000, con la quale registrarono alcune canzoni come pre-produzione, ma l'etichetta stessa non le pubblicò ed in seguito vennero utilizzate per il disco d'esordio. Questo uscì nel 1995 col titolo The Goddess Principle, pubblicato dalla Art of Music e registrato con il chitarrista Horacio Colmenares subentrato a Paget. L'anno successivo realizzarono l'EP Continuum a cui seguì la dipartita di Taracio e Colmenares, sostituiti rispettivamente da Pete Parada, in seguito batterista anche di Rob Halford e degli Offspring, e Jon Pons.
Nel 1998, un anno dopo l'uscita di Into the Void (Hallucinogenic Conception), vennero ingaggiati dalla Nuclear Blast, con la quale realizzarono quattro album ed una raccolta in quattro anni. Questo periodo è contraddistinto da continui cambi alla batteria, vedendo ben tre avvicendamenti, inoltre dopo l'uscita di Messiah, nel 2000 Pons venne sostituito da Jim Williams.

### Beware, la pausa e la ripresa (2003-oggi)
Ad aprile del 2003 il cantante Nadir D'Priest, che in passato militò nei London (ed in seguito vi tornò), prese il posto di Mythiasin che già l'anno precedente aveva abbandonato il gruppo per dedicarsi alla band tedesca dei Taraxacum. Venne inoltre reclutato il chitarrista Pete Skermetta al posto di Williams e vi fu il ritorno del batterista Kevin Cafferty che aveva già suonato sull'album Messiah. Dopo un anno trascorso per la realizzazione di nuovo materiale, nel 2004, uscì Beware edito dalla Massacre Records. Successivamente vi fu una lunga pausa nelle uscite discografiche, a parte un paio di compilation a tiratura limitata. Nel 2007 il cantante Rick Mythiasin si riunì alla band, ma per il nuovo disco si dovrà attendere fino al 2014, con la pubblicazione di Omniscient per l'etichetta discografica italiana Cruz del Sur Music

## Lo stile e le influenze
La musica degli Steel Prophet si contraddistingue per un power metal di stampo europeo, soprattutto tedesco, con uno stile tendente al progressive. Le prime band di riferimento furono Iron Maiden, Fates Warning e Queensrÿche, oltre ad altri complessi storici quali Accept, Helloween, Black Sabbath, Judas Priest e Metallica (band dalle quali hanno anche tratto alcune cover). Per questa attitudine europea sono molto apprezzati in Germania, arrivando a suonare sul palco del Wacken Open Air nel 1999 e ricevendo il favore dalla rivista tedesca Rock Hard che per ha nominato i loro tre dischi Messiah, Dark Hallucinations e Book of the Dead, usciti consecutivamente, tra i migliori album del mese.

## Discografia

### Album in studio
- 1995 - The Goddess Principle
- 1997 - Into the Void (Hallucinogenic Conception)
- 1999 - Dark Hallucinations
- 2000 - Messiah
- 2001 - Book of the Dead
- 2002 - Unseen
- 2004 - Beware
- 2014 - Omniscient

### Raccolte
- 2000 - Genesis
- 2004 - Eyes of the Prophet (Visions Past)
- 2008 - Shallows of Forever

### EP
- 1996 - Continuum

### Demo
- 1986 - Steel Prophet
- 1988 - Visions of Force
- 1989 - Inner Ascendance

## Formazione

### Formazione attuale
- Rick Mythiasin - voce (1989-2002, 2007-oggi)
- Steve Kachinsky - chitarra (1983-oggi)
- Chris Schleyer  - chitarra (2014-oggi)
- Vince Dennis - basso (1988-oggi)
- James Schultz - batteria (2014-oggi)

### Ex componenti
- Gary Stocking - voce
- Dave Brooks - voce
- Nick Mantis - voce
- Nadir D'Priest - voce
- Domenic Chavira  - chitarra
- Jon Paget - chitarra
- Horacio Colmenares - chitarra
- Jon Pons - chitarra
- Jim Williams - chitarra
- Pete Skermetta - chitarra
- Wayne Faircloth - basso
- Harry Blackwell - batteria
- John Tarascio - batteria
- Pete Parada - batteria
- Pat Magrath - batteria
- Kevin Cafferty - batteria
- Karl Rosqvist - batteria